# Drosophila obatai
Drosophila obatai är en tvåvingeart som beskrevs av Elmo Hardy och Kenneth Y. Kaneshiro 1972. Drosophila obatai ingår i släktet Drosophila och familjen daggflugor.
Artens utbredningsområde är Hawaii.